# Kanton Mantes-la-Jolie
Mantes-la-Jolie is een kanton van het departement Yvelines in Frankrijk. Het maakt deel uit van het arrondissement Mantes-la-Jolie. Het omvat vijf gemeenten:
1. Mantes-la-Jolie, kantoor kieskring
2. Buchelay
3. Magnanville
4. Mantes-la-Ville
5. Rosny-sur-Seine

Kanton Mantes-la-Jolie bestond tot 2014 alleen uit de gemeente Mantes-la-Jolie, maar het werd door de herindeling van de kantons bij decreet van 21 februari 2014, met uitwerking op 22 maart 2015, met de vier andere gemeenten uitgebreid, die tot dan kanton Mantes-la-Ville vormden. Het kanton heeft tegenwoordig een oppervlakte van 44.00 km² en telde 81.105 inwoners in 2019, een dichtheid van 1843 inwoners/km².